# Федеральное министерство внутренних дел Австрии
Федеральное министерство внутренних дел Австрии (нем. Bundesministerium für Inneres, BMI или Innenministerium) — министерство федерального правительства Австрии.
Офисы министерства размещаются в Моденском дворце на улице Herrengasse 7, Вена. Нынешней главой министерства является член Австрийской народной партии Йоханна Микль-Ляйтнер.